# Nacionalni ispit
Nacionalni ispiti su standardizirani ispiti iz različitih predmeta koji se periodično organiziraju i koji na temelju uspjeha učenika pružaju nastavnicima, školama i kreatorima obrazovne politike uvide u uspješnost rada nastavnika i škola. Moraju se koristiti za samoanalizu, samovrednovanje i unaprjeđivanje rada škola.